# Pensione minima
Si dice pensione minima nel caso di sistema pensionistico pubblico in Italia di quelle pensioni che sono dell'importo minimo garantito per legge.
In Italia, l'integrazione al minimo per le pensioni calcolate con il metodo di calcolo contributivo a capitalizzazione simulata sulla crescita ossia per chi si è iscritto dopo il 1996, è eliminata dall'art. 1 comma 16 della riforma Dini.

## Pensione minima in Italia
La pensione minima è destinata a scomparire infatti la riforma Dini ha previsto al comma 16 dell'art. 1 la soppressione dell'integrazione al minimo prevista dalla normativa per chi usufruisce della pensione con il metodo di calcolo contributivo a capitalizzazione simulata sulla crescita a differenza di quanto previsto per chi va in pensione con il metodo di calcolo retributivo o con il metodo di calcolo misto.

### Leggi
- Legge 8 agosto 1995, n. 335, in materia di "Riforma del sistema pensionistico obbligatorio e complementare."

### Web
- Le pensioni dei giovani dipenderanno dalla crescita del Pil, in mysolutionpost.it. URL consultato il 2 settembre 2014 (archiviato dall'url originale l'11 dicembre 2014).